# Studnice (district de Třebíč)
Pour les articles homonymes, voir Studnice.
Studnice (en allemand : Studnitz) est une commune du district de Třebíč, dans la région de Vysočina, en République tchèque. Sa population s'élevait à 133 habitants en 2020.

## Géographie
Studnice se trouve à 7,3 km au sud de Velké Meziříčí, à 13,5 km au nord-est de Třebíč, à 34 km à l'est-sud-est de Jihlava et à 146 km au sud-est de Prague.
La commune est limitée par Rohy à l'ouest et au nord, par Dolní Heřmanice à l'est, par Kamenná au sud, et par Budišov et Hodov à l'ouest.

## Histoire
La première mention écrite de la localité date de 1366.

## Transports
Par la route, Studnice se trouve à 12 km de Velké Meziříčí, à 17 km de Třebíč, à 48 km de Jihlava et à 167 km de Prague.